# شهرستان پرسون (کارولینای شمالی)
شهرستان پرسون، کارولینای شمالی (به انگلیسی: Person County, North Carolina) یک سکونتگاه مسکونی در ایالات متحده آمریکا است که در کارولینای شمالی واقع شده‌است.

## خصوصیات
شهرستان پرسون ۱٬۰۴۶٫۳۶ کیلومترمربع مساحت دارد.